# Trstená
Pour les articles homonymes, voir Trstena.
Trstená (hongrois : Trsztena, polonais : Trzciana) est une ville de la région de Žilina en Slovaquie, dans la région historique d'Orava.

## Histoire
La première mention écrite de la ville date de 1371.

## Quartiers
- Trstená
- Ústie nad Priehradou

## Population
| Année:               | 1994. | 2004.   | 2014.   | 2024.   |
| -------------------- | ----- | ------- | ------- | ------- |
| Nombre de personnes: | 7002  | 7579    | 7429    | 6953    |
| Différence:          |       | +8,24 % | -1,97 % | -6,40 % |

| Année:               | 2023. | 2024.   |
| -------------------- | ----- | ------- |
| Nombre de personnes: | 6978  | 6953    |
| Différence:          |       | -0,35 % |

### Évolution
| Année | Nombre d'habitants |
| ----- | ------------------ |
| 1400  | environ 200        |
| 1615  | environ 580        |
| 1625  | environ 900        |
| 1659  | environ 1 500      |
| 1785  | 2 175              |
| 1828  | 2 776              |
| 1869  | 2 344              |
| 1890  | 2 332              |

| Année | Nombre d'habitants |
| ----- | ------------------ |
| 1900  | 2 360              |
| 1910  | 2 308              |
| 1919  | 2 168              |
| 1930  | 2 359              |
| 1940  | 2 342              |
| 1950  | 2 913              |
| 1961  | 3 442              |
| 1970  | 4 017              |

| Année | Nombre d'habitants |
| ----- | ------------------ |
| 1975  | 4 629              |
| 1980  |                    |
| 1991  | 6 059              |
| 2001  | 7 461              |
| 2008  | 7 436              |

### Population et répartition ethnique
| Année | Nombre d'habitants | Slovaques | Tchèques | Polonais | Pongrois | Croates | Allemand | Juifs  | Roms   | autres |
| ----- | ------------------ | --------- | -------- | -------- | -------- | ------- | -------- | ------ | ------ | ------ |
| 1938  | 2 472              | 94,94 %   | 3,96 %   | 0,04 %   | 0        | 0       | 0        | 0,97 % | 0,08 % | 0      |
| 1970  | 4 016              | 99,15 %   | 0,60 %   | 0,20 %   | 0,025 %  | 0       | 0,025 %  | 0      | 0      | 0      |
| 2001  | 7 461              | 98,82 %   | 0,32 %   | 0,42 %   | 0,07 %   | 0,05 %  | 0        | 0      | 0      | 0,28 % |

## Jumelages et partenariats
- Žarnovica (Slovaquie)
- Želiezovce (Slovaquie)
- Hořice (Tchéquie)
- Žirovnice (Tchéquie)
- Jabłonka (Pologne)
- Isaszeg (Hongrie)
- Pays de Bray (France)